# Disproporcionacija
Izraz disproporcionacija se v kemiji uporablja za opis dveh vrst kemijskih reakcij:
- kemijske reakcije s splošno enačbo

2A → A' + A",
v kateri so A, A' in  A" različne kemijske spojine. Večina disproporcionacij spada med redoks reakcije, vendar so možne tudi reakcije, na primer disociacija vode
2H2O → H3O+ + OH-,
ki  ni redoks reakcija.
- Kemijske reakcije, reverzibilne ali ireverzibilne, v katerih se spojine istočasno reducirajo in oksidirajo in tvorijo dva različna produkta. Takšna je, na primer, Cannizzarova reakcija, v kateri se del aldehida oksidira v karboksilno kislino, drug del pa se reducira v alkohol.

Disproporcionaciji nasprotna reakcija je komproporcionacija. 

## Zgodovina
Prva preučena disproporcionacija je bila reakcija
2Sn2+ → Sn + Sn4+
Reakcijo je s pomočjo estrov vinske kisline preučil finski kemik, fizik in mineralog Johan Gadolin leta 1788.

## Primeri
- Plinasti  klor reagira z natrijevim hidroksidom, pri čemer nastane natrijev klorid, natrijev klorat in voda:[3]:

3Cl2 + 6NaOH → 5NaCl + NaClO3 + 3H2O
V reakciji se del elementarnega klora reducira iz oksidacijskega stanja 0 v kloridni ion z oksidacijskim stanjem -1, drugi del pa se oksidira v kloratni ion, v katerem ima klor oksidacijsko stanje +5:
3Cl20 →  5Cl-  +  Cl5+
- Disproporcionacija superoksidnega prostega radikala v vodikov peroksid in kisik, ki ga v živih organizmih katalizira encim superoksidna dismutaza:

2O2− + 2H+ → H2O2 + O2
Atomska skupina O2 v superoksidnem anionu ima oksidacijsko stopnjo -1, v vodikovem peroksidu -2, elementarni kisik pa 0.
- V Cannizzarovi reakciji se aldehid pretvori v alkohol in karboksilno kislino:

- V sorodni Tiščenkovi reakciji nastane odgovarjajoči ester:

- V  Kornblum–DeLaMareovi prerazporeditvi se peroksid pretvori v keton in alkohol:

- Disproporcionacijo vodikovega peroksida v vodo in kisik katalizira encim katalaza:

2H2O2 → 2H2O + O2
- Boudouardova reakcija, v kateri pride do disproporcionacije ogljikovega monoksida, je ena od metod za proizvodnjo ogljikovih nanocevk:

2CO → C + CO2
Reakcija poteka pri visokem tlaku na površini železnih delcev, ki služijo kot katalizator.